# کیبورد موسیقی

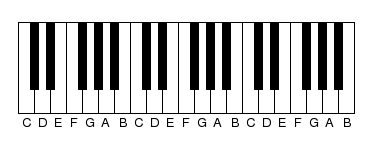
ترتیب شستی‌ها در سازهای صفحه‌کلیددار

کیبورد (به انگلیسی: keyboard) در سازهای شستی‌دار (کلاویه‌ای) موسیقی به شستی‌ها و اهرم‌هایی گفته می‌شود که به ترتیبِ ویژه‌ای کنار هم قرار دارند و با فشردن آن‌ها صدایی با بسامد مشخص تولید می‌شود. بعضاً به کیبورد، کلمهٔ اُرگ هم گفته می‌شود که اشتباه است.
کیبورد سازی الکترونیک و کلاویه‌ای است که قادر به تولید طیف گسترده‌ای از صداها است. از کیبورد در استودیوها، مجالس، و کنسرت‌ها بسیار استفاده می‌شود.

## کلاویه
کیبوردها عموماً به سه دسته ۶۱کلید، ۷۶کلید و ۸۸کلید (پیانویی) تقسیم می‌شوند. همچنین کلاویه‌های کیبورد به سه نوع سبک، نیمه‌سنگین و سنگین تقسیم‌بندی می‌شوند.
در کلاویه‌های سبک‌وزن کلاویه سبک و برگشت آن سریع است و حس سینث‌سایزر الکترونیک را به کاربر القا می‌کند. 
در نوع‌های نیمه‌سنگین، کلاویه‌ها نه مانند پیانو سنگین اند و نه سبکی کلاویه‌های معمولی را دارند.
در نوع سنگین یا پیانویی کلاویه تماماً سنگین می‌شود و اکشن کلاویه‌ها همانند کلاویه‌های پیانو می‌شود.

## سَمپِل
سمپل یا نمونه، به نمونه صدای ضبط‌شده‌ای گفته می‌شود که یا به وسیلهٔ میکروفون ضبط می‌شود، یا با فلاپی (در کیبوردهای قدیمی) یا با فلَش یواس‌بی (در کیبوردهای جدید) وارد ساز می‌شود. در کیبوردهای قدیمی کمتر امکان سمپل‌گیری وجود دارد، و باید از صداها و ریتم‌های فابریک دستگاه استفاده شود.
سمپل‌گیری فقط برای ریتم نیست و برای هر نوع صدایی استفاده می‌شود.

## برخی از قابلیت‌های ساز کیبورد:
- اتصال به کامپیوتر
- اتصال به بلندگو
- اتصال به پدال پیانو
- اتصال میکروفون
- قابلیت تنظیم حساسیت کلاویه
- کم و زیاد کردن نور صفحه نمایش (مختص کیبوردهای جدید)
- تنظیم سرعت ریتم
- ریتم‌سازی و ویرایش ریتم (اکثر کیبوردها)
- صداسازی (اکثر کیبوردها)
- ضبط و سیکوئنس آهنگ
- تنظیم گام
- بالا یا پایین بردن اکتاو
- دسترسی هم‌زمان به صدها ریتم و صدا
- کتاب آهنگ (ذخیره‌سازی اطلاعات آهنگ‌ها برای سریع‌تر شدن نوازندگی. کیبوردهای قدیمی فاقد این قابلیت هستند).